# Tommy Wright (Fußballtrainer)
Tommy Wright (* 30. Juni 1995 in Steyr) ist ein ehemaliger österreichischer Fußballspieler und nunmehriger -trainer.

## Karriere

### Als Spieler
Wright begann seine Karriere beim SK Enns. In Enns gehörte er ab der Saison 2011/12 zum Kader der Kampfmannschaft, für die er insgesamt zu 75 Einsätzen in den Spielklassen sechs und sieben kam. Im Jänner 2015 wechselte der Verteidiger in die Hauptstadt zur viertklassigen SV Donau Wien. Für Donau absolvierte er drei Partien in der Wiener Stadtliga. Nach der Saison 2014/15 verließ er Donau wieder und legte seinen Spielpass nach Enns zurück. Dort spielte er dann in der Saison 2016/17 weitere vier Mal. Ab der Saison 2017/18 lag sein Spielpass in Wien beim ASV 13, für den er aber nie spielte.
Im Jänner 2020 schloss er sich der DSG SK10/Monfalcone an, für die er dreimal spielte, ehe er seine Karriere als Aktiver beendete.

### Als Trainer
Wright fungierte ab Februar 2019 als Co-Trainer bei den Amateuren des FC Admira Wacker Mödling. Ab September 2019 bis zum Ende der Saison 2020/21 war er dann auch Talente-Manager der Mödlinger. Im September 2020 verließ er den Trainerstab der Amateure und wurde Co-Trainer beim Bundesligateam. Am Ende der Saison 2021/22 stieg die Admira allerdings aus der Bundesliga ab.
Im April 2023 wurde er nach der Trennung von Rolf Landerl zum Cheftrainer des Zweitligisten befördert. Bis Saisonende betreute er den Klub in sechs Partien und führte die Admira zum Klassenerhalt. Zur Saison 2023/24 wird Wright aber durch Thomas Pratl ersetzt, der im Gegensatz zu Wright über eine Pro-Lizenz verfügt, und kehrt wieder in die Co-Trainer-Rolle zurück.